# Veronica simulans
Veronica simulans är en grobladsväxtart som beskrevs av Garn.-jones. Veronica simulans ingår i släktet veronikor, och familjen grobladsväxter. Inga underarter finns listade i Catalogue of Life.